# Amblyiulus adsharicus
Amblyiulus adsharicus är en mångfotingart som beskrevs av Hans Lohmander 1936. Amblyiulus adsharicus ingår i släktet Amblyiulus och familjen kejsardubbelfotingar. Inga underarter finns listade i Catalogue of Life.